# Consolidated PB4Y-2 Privateer
Consolidated PB4Y-2 Privateer là một loại máy bay ném bom tuần tra của Hải quân Hoa Kỳ trong Chiến tranh thế giới II và Chiến tranh Triều Tiên, nó được thiết kế dựa trên loại máy bay ném bom Consolidated B-24 Liberator. Hải quân Hoa Kỳ được trang bị những chiếc B-24 chưa sửa đổi như PB4Y-1 Liberator, loại máy bay này được coi là rất thành công. Một thiết kế hải quân hóa hoàn toàn đã được đề ra, hãng Consolidated đã phát triển một loại máy bay ném bom tuần tra tầm xa chuyên nhiệm để đáp ứng nhu cầu của Hải quân vào năm 1943, nó được định danh là PB4Y-2 Privateer. Năm 1951, loạt máy bay được định danh lại thành P4Y-2 Privateer. Một sự thay đổi nữa được thực hiện vào tháng 10/1962 khi những chiếc Privateer còn lại của hải quân (tất cả đã được chuyển đổi sang cấu hình máy bay không người lái với tên định danh P4Y-2K) được định danh lại thành QP-4B.

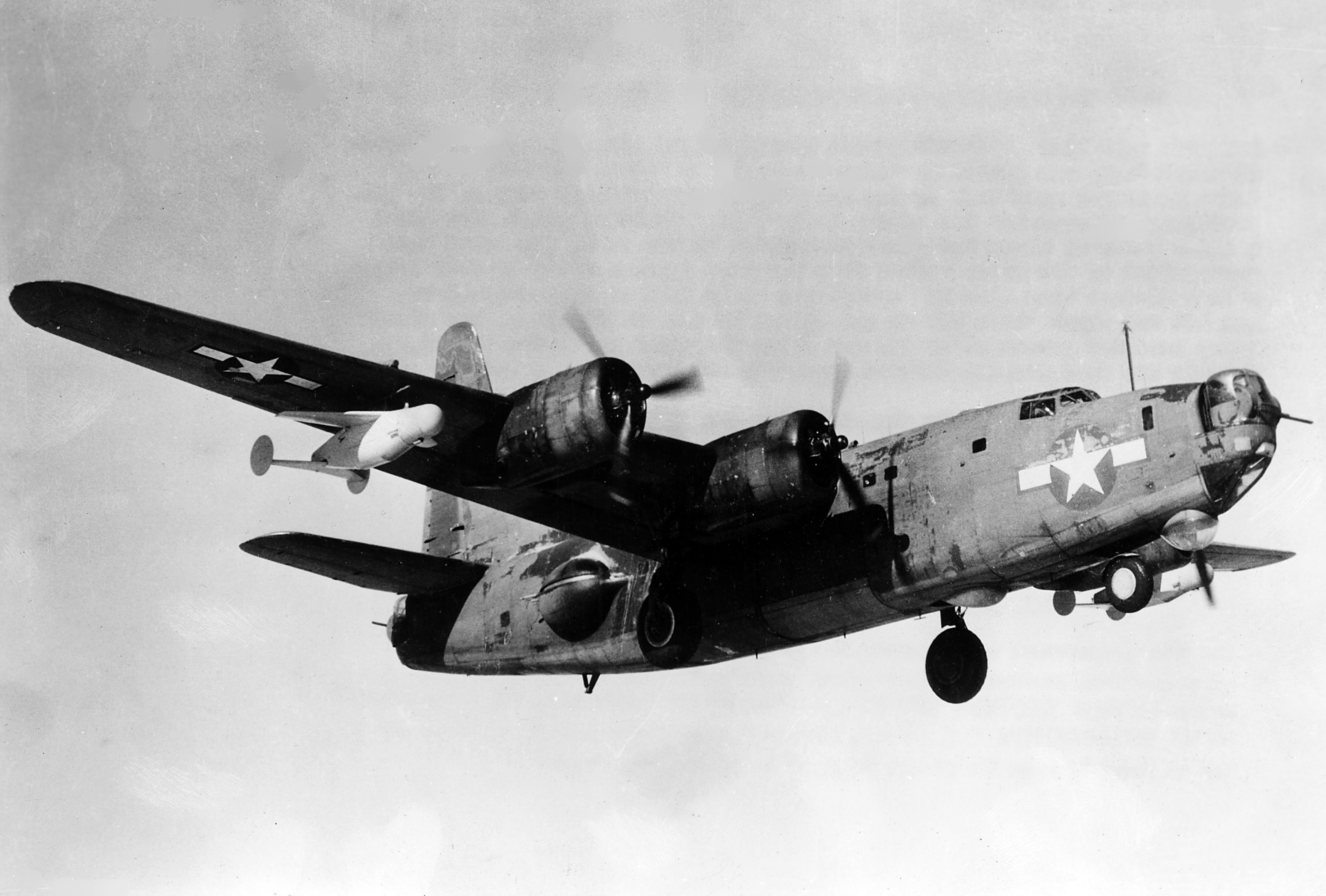
Một chiếc PB4Y-2 cang theo bom lượn ASM-N-2 Bat.

## Biến thể
- PB4Y-2:
- PB4Y-2B:
- PB4Y-2M:
- PB4Y-2S:
- PB4Y-2G:
- PB4Y-2K:
- P4Y-2:
- P4Y-2B:
- P4Y-2M:
- P4Y-2S:
- P4Y-2G:
- P4Y-2K:
- QP-4B:

## Quốc gia sử dụng
Canada
 Đài Loan
 Pháp
 Honduras
 United States
- Hải quân Hoa Kỳ
- Bảo vệ bờ biển Hoa Kỳ

## Tính năng kỹ chiến thuật (PB4Y-2)
Jane's Fighting Aircraft of World War II

### Đặc điểm riêng
- Tổ lái: 11: 2 phi công, hoa tiêu, sĩ quan quân giới, 5 xạ thủ, 2 sĩ quan vô tuyến
- Chiều dài: 74 ft 7 in (22,73 m)
- Sải cánh: 110 ft 0 in (33,53 m)
- Chiều cao: 30 ft 1 in (9,17 m)
- Diện tích cánh: 1.048 ft² (97,4 m²)
- Trọng lượng rỗng: 27.485 lb (12.467 kg)
- Trọng lượng cất cánh tối đa: 65.000 lb (29.500 kg)
- Động cơ: 4 × Pratt & Whitney R-1830-94, 1.350 hp (1.007 kW) mỗi chiếc

### Hiệu suất bay
- Vận tốc cực đại: 300 mph (261 kn, 482 km/h)
- Vận tốc hành trình: 175 mph (121 kn, 224 km/h)
- Tầm bay: 2.820 mi (2.450 nmi, 4.540 km)
- Trần bay: 21.000 ft (6.400 m)
- Lực nâng của cánh: 62 lb/ft² (300 kg/m²)

### Vũ khí
- 12 khẩu súng máy M2 Browning.50 in (12,7 mm)
- Mang được tới 12.800 lb (5.800 kg) gồm bom, mìn hoặc ngư lôi